# آن هارنيت
آن هارنيت (بالإنجليزية: Ann Harnett)‏ هي لاعب كرة قاعدة أمريكية، ولدت في 10 أغسطس 1920 في شيكاغو في الولايات المتحدة، وتوفيت في 30 مايو 2006.